# 나카야마 유키
나카야마 유키(일본어: 中山 雄希, 1994년 10월 16일~)는 일본의 축구 선수이다.

## 구단 경력
그는 2017년 J2리그의 요코하마 FC에 입단했다. 2018년 8월 J3리그의 가고시마 유나이티드 FC로 이적했다. 2019년부터 2020년까지 아술 클라로 누마즈에서 뛰었다. 2021년 J2리그의 SC 사가미하라로 이적했다. 2022년부터 2023년까지 J3리그의 기라반츠 기타큐슈에서 뛰었다.